# Muriel Santa Ana

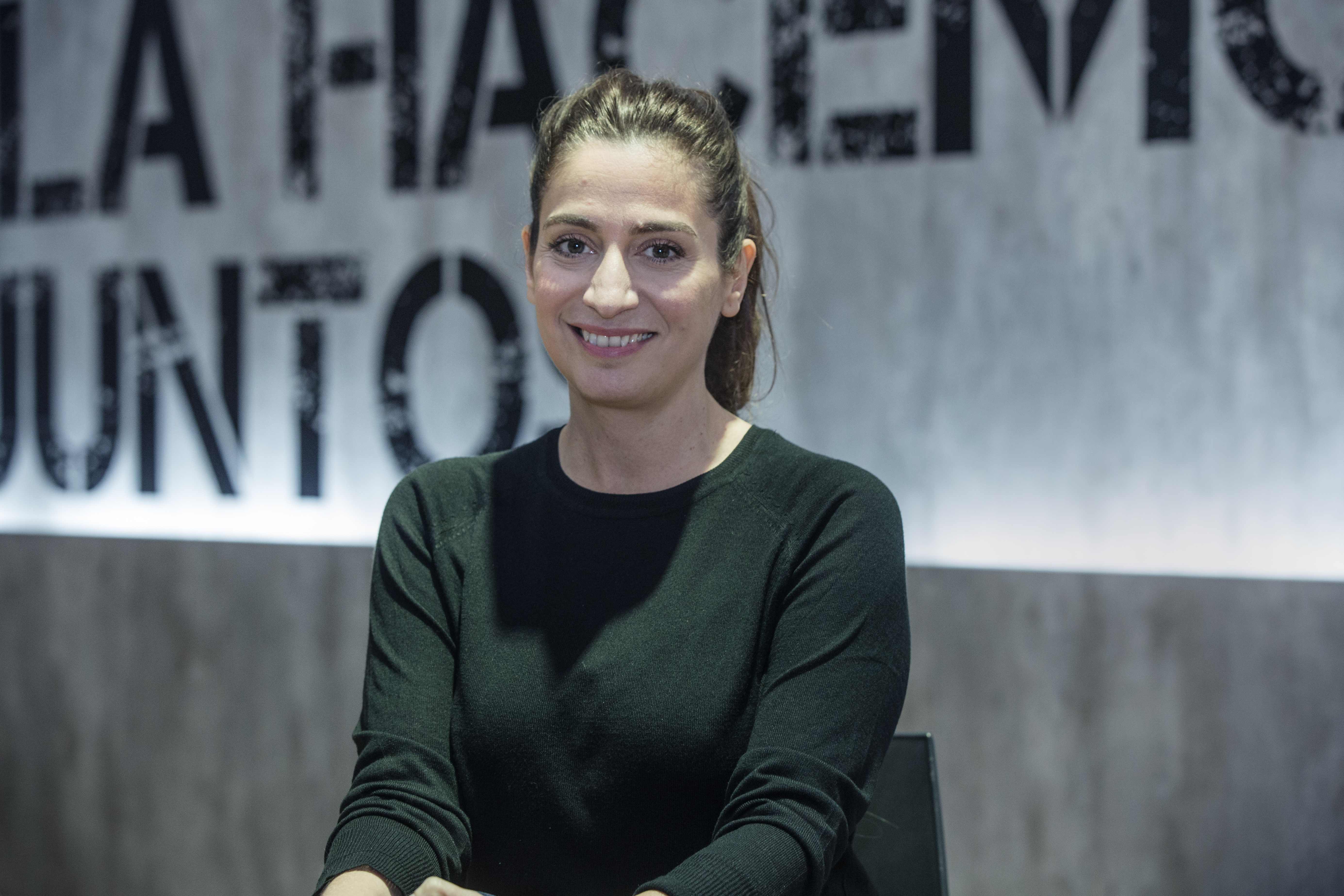
Muriel Santa Ana

Muriel Santa Ana (* 13. Juli 1970 in Buenos Aires) ist eine argentinische Schauspielerin und Sängerin. Berühmt wurde sie im Jahre 2007 durch ihre Rolle der Grace in der Fernsehkomödie Lalola. Von 2009 bis 2010 spielte sie in der Telenovela Ciega a citas die Lucía González.

## Leben
Muriel Santa Ana ist die Tochter von Mabel González und dem Künstler Walter Santa Ana, der sie bereits in ihrer Kindheit an die Schauspielerei heranführte. Ihre Kindheit war bis zum Alter von neun Jahren im Wesentlichen durch ein künstlerisches Umfeld geprägt. Als sie neun Jahre alt war trennten sich ihre Eltern und sie zog zusammen mit ihrer Schwester zur Mutter, die auf der Suche nach spiritueller Erfahrung war. Ihre Schwester Moira Santa Ana wurde Sopransängerin und Schlagzeugerin in der Gruppe Música Ficta.
Bereits in ihrer Kindheit studierte Santa Ana Flamenco, Tango, Töpferei, Flöte, Italienisch und Gesang. Später folgte ein Studium der  Theaterwissenschaften an der Schauspielschule Agustín Alezzo. Gemeinsam mit ihrem Vater ging sie auf eine Tournee, bei der sie Texte von Jorge Luis Borges vortrug. Im Laufe der Zeit erhielt sie Rollenangebote von verschiedenen Theaterdirektoren und trat u. a. in den Stücken La casa de Bernarda Alba, Ópera de Tres centavos und Chicas católicas auf.
Im Jahre 2005 bekam sie auf Empfehlung von Luis Brandoni ihre erste Rolle in einer Fernsehproduktion, in der sie Venus Schneider verkörperte: Una familia especial.
Durch ihre Arbeit machte sie 2003 die Bekanntschaft von Mike Amigorena, der sie einlud, sich an der Gründung der Musikgruppe Ambulancia zu beteiligen, die experimentelle Rock-Pop-Musik für das Theater machen sollte. Weitere bekannte Gründungsmitglieder waren Mariano Torre, Luciano Bonanno, Julián Vilar und Víctor Malagrino. Das erste Musikprojekt basierte auf einer Komposition von Sergio D’Angelo.
2006 war Santa Ana in der romantischen Fernsehkomödie Juanita la soltera zu sehen. Darauf folgte die Rolle der Grace in Lalola in den Jahren 2007–2008, die sie bekannt machte. 2009 spielte sie in der TV-Produktion Los exitosos Pells die Geliebte eines bedeutenden Künstlers.
2006 lud der Regisseur Juan Taratuto Santa Ana ein, in der Verfilmung einer in einem Internetblog entstandenen Novelle Ciega a citas die Rolle der Journalistin Lucía González zu spielen.

## Werk

### Fernsehproduktionen
- 2005: Una familia especial
- 2006: Juanita, la soltera
- 2007–2008: Lalola
- 2009: Los exitosos Pells
- 2009–2010: Ciega a citas
- 2011: Un año para recordar
- 2011: El hombre de tu vida
- 2012: El donante
- 2013: Solamente vos
- 2014–2015: Guapas

### Kinofilme
- 2007: Incómodos
- 2008: Ein hoher Preis (Negro Buenos Aires)
- 2010: Plumíferos (Stimme)
- 2011: Chinese zum Mitnehmen (Un cuento chino)
- 2011: Mi primera boda

### Sprechrollen
- Lalola (América, 2007–2008).
- Eva’s (Encuentro, 2008).
- Supermercados Tata (Uruguay, 2009).

### Theaterrollen
- 1995: Mariana Pineda.
- 1995: Aquellos gauchos judíos.
- 1997–1998: Entretanto las grandes urbes.
- 1999: La diosa.
- 1999–2000: Galileo Galilei.
- 2002: La casa de Bernarda Alba.
- 2004: La ópera de tres centavos.
- 2006: Woyzeck.
- 2006: El pan de la locura.
- 2006–2007: Chicas católicas.
- 2008: Tres hermanas.
- 2009: La cocina.
- 2010: La vida es sueño.

## Preise und Nominierungen
| Jahr | Preis                | Kategorie                                                            | Programm      | Resultat  |
| ---- | -------------------- | -------------------------------------------------------------------- | ------------- | --------- |
| 2007 | Premio Martín Fierro | Actriz de reparto en comedia (Nebendarstellerin in einer Komödie)    | Lalola        | Nominiert |
| 2009 | Premio Martín Fierro | Actriz protagonista de comedia (Hauptdarstellerin in einer Komödie)  | Ciega a citas | Gewonnen  |
| 2010 | Premio Martín Fierro | Actriz protagonista de novela (Schauspielerin in einer Seifenoper)   | Ciega a citas | Nominiert |
| 2012 | Premio Martín Fierro | Actriz protagonista de unitario (Schauspielerin in einer Seifenoper) | El donante    | Nominiert |